# Snowboard-Europacup 2005/06
Der Snowboard-Europacup 2005/06 war eine von der FIS organisierte Wettkampfserie, die zum Unterbau des Snowboard-Weltcups 2005/06 gehörte. Sie begann am 10. Dezember 2005 in Haus im Ennstal und endete am 9. April 2006 in Bansko.

## Männer

### Podestplätze Männer
| Datum             | Austragungsort   | Disz.                 | Sieger               | Zweiter             | Dritter             |
| ----------------- | ---------------- | --------------------- | -------------------- | ------------------- | ------------------- |
| 10. Dezember 2005 | Haus im Ennstal  | Parallel-Riesenslalom | Andreas Prommegger   | Gerhard Unterkofler | Benjamin Karl       |
| 11. Dezember 2005 | Haus im Ennstal  | Parallel-Riesenslalom | Tyler Jewell         | Manuel Veith        | Sylvain Dufour      |
| 18. Dezember 2005 | Sankt Petersburg | Big Air               | Sergei Tarassow      | Nikolay Grinev      | Guergui Kostin      |
| 19. Dezember 2005 | Sankt Petersburg | Parallelslalom        | Stanislaw Detkow     | Aleksey Zhivaev     | Alexander Belkin    |
| 20. Dezember 2005 | Sankt Petersburg | Parallelslalom        | Stanislaw Detkow     | Denis Detkow        | Alexander Belkin    |
| 21. Dezember 2005 | Arosa            | Halfpipe              | Iouri Podladtchikov  | Henning Marthinsen  | Daniel Friberg      |
| 22. Dezember 2005 | Arosa            | Halfpipe              | Henning Marthinsen   | Sandro Häflinger    | Tobias Aalderink    |
| 29. Dezember 2005 | Bischofswiesen   | Parallel-Riesenslalom | Andreas Prommegger   | Benjamin Karl       | Markus Ebner        |
| 3. Januar 2006    | Klagenfurt       | Big Air               | Matevž Petek         | Stefan Gimpl        | Domen Bizjak        |
| 6. Januar 2006    | Bad Gastein      | Snowboardcross        | Mateusz Ligocki      | Mattias Blomberg    | Daniel Arnold       |
| 18. Januar 2006   | Nendaz           | Parallelslalom        | Rok Flander          | Marc Iselin         | Roland Fischnaller  |
| 20. Januar 2006   | Milzkalns        | Big Air               | Matti Kinnunen       | Joose Vilkuna       | Mikko Kittelä       |
| 21. Januar 2006   | Radstadt         | Parallelslalom        | Manuel Veith         | Stanislaw Detkow    | Aleksey Zhivaev     |
| 22. Januar 2006   | Radstadt         | Parallelslalom        | Daniel Leitensdorfer | Žan Košir           | Rok Marguč          |
| 22. Januar 2006   | Otepää           | Big Air               | Mikko Kittelä        | Kimi Mynttinen      | Matti Kinnunen      |
| 22. Januar 2006   | Vars             | Snowboardcross        | Francesco Sandrini   | Stefano Pozzolini   | Tommaso Tagliaferri |
| 26. Januar 2006   | Zermatt          | Halfpipe              | Michał Ligocki       | Tobias Aalderink    | Dolf van der Wal    |
| 28. Januar 2006   | Vratna-Terchova  | Parallel-Riesenslalom | Benjamin Karl        | Rok Marguč          | Dominik Fiegl       |
| 29. Januar 2006   | Vratna-Terchova  | Parallel-Riesenslalom | Benjamin Karl        | Anton Unterkofler   | Dominik Fiegl       |
| 29. Januar 2006   | Montgenèvre      | Halfpipe              | Arthur Longo         | Ben Kilner          | Allan Besse         |
| 15. Februar 2006  | Kopaonik         | Big Air               | Mikko Kittelä        | Christophe Reynders | Anze Susa           |
| 16. Februar 2006  | Kopaonik         | Big Air               | Christophe Reynders  | Anze Susa           | Matej Pavlic        |
| 4. März 2006      | Klínovec         | Halfpipe              | Michał Ligocki       | Thomas Ruegg        | James Foster        |
| 5. März 2006      | Klínovec         | Halfpipe              | Toni Suetovius       | Michał Ligocki      | Pavel Bruzek        |
| 17. März 2006     | Leysin           | Parallel-Riesenslalom | Alex Deubl           | Manuel Veith        | Žan Košir           |
| 18. März 2006     | Mavrovo          | Big Air               | Anze Susa            | Rene Strgar         | Matej Pavlic        |
| 8. April 2006     | Bansko           | Snowboardcross        | Mateusz Ligocki      | Markus Schairer     | Stian Sivertzen     |
| 9. April 2006     | Bansko           | Snowboardcross        | Stephan Werlen       | Mateusz Ligocki     | Markus Schairer     |

### Gesamtwertungen Männer
| Rang | Name              | Punkte |
| ---- | ----------------- | ------ |
| 1    | Manuel Veith      | 2540   |
| 2    | Stanislaw Detkow  | 2090   |
| 3    | Benjamin Karl     | 1790   |
| 4    | Anton Unterkofler | 1766   |
| 5    | Stefan Pletzer    | 1543   |
| 6    | Alex Deubl        | 1355   |
| 7    | Rok Marguč        | 1305   |
| 8    | Dominik Fiegl     | 1225   |
| 9    | Aleksey Zhivaev   | 1173   |
| 10   | Žan Košir         | 1153   |

| Rang | Name                | Punkte |
| ---- | ------------------- | ------ |
| 1    | Tyler Jewell        | 645    |
| 2    | Manuel Veith        | 625    |
| 3    | Gerhard Unterkofler | 560    |
| 4    | Andreas Prommegger  | 500    |
| 5    | Benjamin Karl       | 390    |
| 6    | Stanislaw Detkow    | 380    |
| 7    | Dominik Fiegl       | 315    |
| 8    | Sylvain Dufour      | 309    |
| 9    | Rok Flander         | 280    |
| 9    | Anton Unterkofler   | 280    |

| Rang | Name               | Punkte |
| ---- | ------------------ | ------ |
| 1    | Mateusz Ligocki    | 1400   |
| 2    | Markus Schairer    | 915    |
| 2    | Stephan Werlen     | 915    |
| 4    | Ibón Idigoras      | 685    |
| 5    | Ron Fischer        | 565    |
| 6    | Ruben Arnold       | 525    |
| 7    | Francesco Sandrini | 500    |
| 8    | Reto Jenni         | 483    |
| 9    | Øystein Wallin     | 470    |
| 10   | Fabio Caduff       | 445    |

| Rang | Name               | Punkte |
| ---- | ------------------ | ------ |
| 1    | Michał Ligocki     | 1625   |
| 2    | Henning Marthinsen | 900    |
| 3    | Thomas Ruegg       | 869    |
| 4    | Arthur Longo       | 845    |
| 5    | Toni Suetovius     | 840    |
| 6    | James Foster       | 810    |
| 7    | Tobias Aalderink   | 720    |
| 8    | Fabian Fassnacht   | 635    |
| 9    | Daniel Wakeham     | 540    |
| 10   | Yann Imboden       | 525    |

| Big Air \| Rang \| Name \| Punkte \| \| ---- \| ------------------- \| ------ \| \| 1 \| Mikko Kittelä \| 1480 \| \| 2 \| Anze Susa \| 1280 \| \| 3 \| Christophe Reynders \| 900 \| \| 4 \| Matej Pavlic \| 802 \| \| 5 \| Matti Kinnunen \| 800 \| \| 6 \| Niklas Hollsten \| 700 \| \| 7 \| Kimi Mynttinen \| 625 \| \| 7 \| Jesse Vilkuna \| 580 \| \| 9 \| Mario Benio \| 550 \| \| 10 \| Dimitar Chokoev \| 500 \| |                     |        |
| Rang | Name                | Punkte |
| 1 | Mikko Kittelä       | 1480   |
| 2 | Anze Susa           | 1280   |
| 3 | Christophe Reynders | 900    |
| 4 | Matej Pavlic        | 802    |
| 5 | Matti Kinnunen      | 800    |
| 6 | Niklas Hollsten     | 700    |
| 7 | Kimi Mynttinen      | 625    |
| 7 | Jesse Vilkuna       | 580    |
| 9 | Mario Benio         | 550    |
| 10 | Dimitar Chokoev     | 500    |

## Frauen

### Podestplätze Frauen
| Datum             | Austragungsort   | Disz.                 | Sieger                 | Zweiter                | Dritter                |
| ----------------- | ---------------- | --------------------- | ---------------------- | ---------------------- | ---------------------- |
| 10. Dezember 2005 | Haus im Ennstal  | Parallel-Riesenslalom | Daniela Meuli          | Isabella Dal Balcon    | Julia Dujmovits        |
| 11. Dezember 2005 | Haus im Ennstal  | Parallel-Riesenslalom | Daniela Meuli          | Marion Posch           | Tomoka Takeuchi        |
| 19. Dezember 2005 | Sankt Petersburg | Parallelslalom        | Claudia Riegler        | Romy Pletzer           | Maria Ramberger        |
| 20. Dezember 2005 | Sankt Petersburg | Parallelslalom        | Patrizia Kummer        | Claudia Riegler        | Jekaterina Iljuchina   |
| 21. Dezember 2005 | Arosa            | Halfpipe              | Anne Sophie Pellissier | Sina Candrian          | Ursina Haller          |
| 22. Dezember 2005 | Arosa            | Halfpipe              | Manuela Laura Pesko    | Helene Nadig           | Anne Sophie Pellissier |
| 29. Dezember 2005 | Bischofswiesen   | Parallel-Riesenslalom | Daniela Meuli          | Amelie Kober           | Selina Jörg            |
| 6. Januar 2006    | Bad Gastein      | Snowboardcross        | Maria Danielsson       | Kathrin Kellenberger   | Yuka Fujimori          |
| 18. Januar 2006   | Nendaz           | Parallelslalom        | Blanka Isielonis       | Carmen Ranigler        | Rebekka von Känel      |
| 21. Januar 2006   | Radstadt         | Parallelslalom        | Romy Pletzer           | Evelyn Maier           | Anja Puggl             |
| 22. Januar 2006   | Radstadt         | Parallelslalom        | Jekaterina Iljuchina   | Gloria Kotnik          | Isabella Laböck        |
| 22. Januar 2006   | Vars             | Snowboardcross        | Morgane Fleury         | Marie Laissus          | Diane Thermoz Liaudy   |
| 26. Januar 2006   | Zermatt          | Halfpipe              | Helene Nadig           | Kate Foster            | Queralt Castellet      |
| 28. Januar 2006   | Vratna-Terchova  | Parallel-Riesenslalom | Julia Dujmovits        | Romy Pletzer           | Nicolien Sauerbreij    |
| 29. Januar 2006   | Vratna-Terchova  | Parallel-Riesenslalom | Julia Dujmovits        | Nicolien Sauerbreij    | Teodora Pentschewa     |
| 29. Januar 2006   | Montgenèvre      | Halfpipe              | Sophie Rodriguez       | Angele Clavet          | Charlotte Glenat       |
| 4. März 2006      | Klínovec         | Halfpipe              | Helene Nadig           | Émilie Aubry           | Morena Makar           |
| 5. März 2006      | Klínovec         | Halfpipe              | Helene Nadig           | Émilie Aubry           | Melanie Hofmeister     |
| 17. März 2006     | Leysin           | Parallel-Riesenslalom | Patrizia Kummer        | Isabella Dal Balcon    | Zuzana Vojtechova      |
| 8. April 2006     | Bansko           | Snowboardcross        | Julie Wendel Lundholdt | Marzia di Bella        | Julia Dujmovits        |
| 9. April 2006     | Bansko           | Snowboardcross        | Alexandra Schekowa     | Julie Wendel Lundholdt | Susanne Moll           |

### Gesamtwertungen Frauen
| Rang | Name                 | Punkte |
| ---- | -------------------- | ------ |
| 1    | Romy Pletzer         | 2445   |
| 2    | Claudia Riegler      | 2025   |
| 3    | Julia Dujmovits      | 1669   |
| 4    | Daniela Meuli        | 1500   |
| 5    | Patrizia Kummer      | 1437   |
| 6    | Evelyn Maier         | 1361   |
| 7    | Jekaterina Iljuchina | 1332   |
| 8    | Isabella Dal Balcon  | 1000   |
| 9    | Maria Ramberger      | 990    |
| 10   | Susanne Moll         | 958    |

| Rang | Name                | Punkte |
| ---- | ------------------- | ------ |
| 1    | Daniela Meuli       | 1000   |
| 2    | Isabella Dal Balcon | 600    |
| 2    | Marion Posch        | 600    |
| 4    | Julia Dujmovits     | 430    |
| 4    | Tomoka Takeuchi     | 430    |
| 6    | Claudia Riegler     | 405    |
| 7    | Eri Yanetani        | 345    |
| 8    | Nathalie Desmares   | 270    |
| 9    | Susanne Moll        | 263    |
| 10   | Nicolien Sauerbreij | 255    |

| Rang | Name                   | Punkte |
| ---- | ---------------------- | ------ |
| 1    | Alexandra Schekowa     | 975    |
| 2    | Julie Wendel Lundholdt | 970    |
| 3    | Julia Dujmovits        | 780    |
| 3    | Susanne Moll           | 780    |
| 5    | Maria Ramberger        | 735    |
| 5    | Marzia di Bella        | 720    |
| 7    | Maria Danielsson       | 500    |
| 7    | Morgane Fleury         | 500    |
| 9    | Diane Thermoz Liaudy   | 460    |
| 10   | Kathrin Kellenberger   | 400    |

| Rang | Name                   | Punkte |
| ---- | ---------------------- | ------ |
| 1    | Helene Nadig           | 2080   |
| 2    | Émilie Aubry           | 1480   |
| 3    | Anne Sophie Pellissier | 800    |
| 4    | Isabel Bolli           | 795    |
| 5    | Melanie Hofmeister     | 710    |
| 6    | Agnieszka Rusin        | 665    |
| 7    | Queralt Castellet      | 660    |
| 7    | Sina Candrian          | 625    |
| 9    | Ursina Haller          | 550    |
| 10   | Morena Makar           | 500    |